# Nunataki Klyki
Die Nunataki Klyki (Transkription von russisch Нунатаки Клыки ‚Eckzähne-Nunatakker‘) sind eine Gruppe von Nunatakkern im Fimbulheimen des ostantarktischen Königin-Maud-Lands. Sie ragen nordwestlich der Larsenbrekka auf.
Russische Wissenschaftler benannten sie deskriptiv.